# WD-40
WD-40 (abreviação de Water Displacement, 40th formula) é uma marca americana e a marca registrada de um óleo penetrante fabricado pela WD-40 Company, com sede em San Diego, Califórnia. Sua fórmula foi inventada para a Rocket Chemical Company em 1953, antes de a empresa se tornar a WD-40 Company. O WD-40 tornou-se disponível como produto comercial em 1961. Atua como lubrificante, preventivo de ferrugem, penetrante e deslocador de umidade. Existem produtos especializados que desempenham melhor muitas dessas funções, mas a versatilidade do WD-40 lhe conferiu fama como um verdadeiro "faz-tudo".
É um produto de sucesso até hoje, com um crescimento constante no lucro líquido, passando de US$ 27 milhões em 2008 para US$ 70,2 milhões em 2021. Em 2014, foi incluído no International Air & Space Hall of Fame do Museu Aeroespacial de San Diego.

## História
Fontes atribuem a diferentes pessoas a invenção da fórmula do WD-40 em 1953, como parte da Rocket Chemical Company (posteriormente renomeada para WD-40 Company), em San Diego, Califórnia; a fórmula foi mantida como um segredo comercial e nunca foi patenteada.
Segundo com Iris Engstrand, historiadora de San Diego e da história da Califórnia na Universidade de San Diego, Iver Norman Lawson inventou a fórmula, enquanto o site da WD-40 Company e outros livros e jornais atribuem a invenção a Norman B. Larsen. Segundo Engstrand, "(Iver Norman) Lawson foi reconhecido na época, mas seu nome mais tarde foi confundido com o do presidente da empresa, Norman B. Larsen".
"WD-40" é a abreviação do termo "Water Displacement, 40th formula", sugerindo que foi o resultado da 40ª tentativa de criar o produto. O spray, composto de vários hidrocarbonetos, foi originalmente projetado para ser usado pela Convair para proteger a camada externa do míssil Atlas contra ferrugem e corrosão. Essa camada externa também funcionava como a parede externa dos delicados tanques de balão do míssil. O WD-40 foi posteriormente descoberto como útil para diversos usos domésticos e passou a ser comercializado para consumidores em San Diego em 1958.
Segundo o relato de Engstrand, foi Iver Norman Lawson quem desenvolveu a mistura repelente de água após trabalhar em casa e a entregou à Rocket Chemical Company por US$ 500 (equivalente a US$ 5700 em 2024). Já Norman Larsen, presidente da empresa, teve a ideia de embalá-la em latas de aerossol e comercializá-la dessa forma.
Foi lançado como um novo produto de consumo em 1961. Em 1965, já era utilizado por companhias aéreas como Delta e United; a United, por exemplo, o aplicava em juntas fixas e móveis de seus DC-8 e Boeing 720 durante manutenção e revisão. Na época, as companhias aéreas usavam uma variante chamada WD-60 para limpar turbinas, remover ferrugem leve de linhas de controle e ao manusear ou armazenar peças metálicas. Em 1969, o WD-40 começou a ser comercializado para agricultores e mecânicos na Inglaterra. Em 1973, a WD-40 Company, Inc. abriu seu capital com sua primeira oferta pública de ações. Seu símbolo na NASDAQ é (NASDAQ: WDFC).

## Formulação
A fórmula do WD-40 é um segredo comercial. A cópia original da fórmula foi transferida para um cofre bancário seguro em San Diego em 2018. Para evitar a divulgação de sua composição, o produto não foi patenteado em 1953, e a oportunidade para patenteá-lo já se encerrou há muito tempo.
Os principais ingredientes do WD-40, conforme fornecido em latas de aerossol, conforme as informações da ficha de segurança de materiais dos Estados Unidos, e com os números CAS interpretados:
- 45–50% de hidrocarboneto alifático de baixa pressão de vapor (isoparafina)
- <35% óleo base de petróleo (parafinas pesadas não perigosas)
- <25% de hidrocarbonetos alifáticos (mesmo número CAS do primeiro item, mas inflamável)
- 2–3% de dióxido de carbono (propulsor)

A formulação europeia é declarada conforme os regulamentos REACH:
- 60–80% hidrocarbonetos C 9 – C 11 n-alcanos, isoalcanos, cíclicos <2% aromáticos
- 1–5% de dióxido de carbono

A formulação australiana é declarada:
- 50–60% nafta (petróleo), pesada hidrotratada
- <25% óleos básicos de petróleo
- <10% nafta (petróleo), pesada hidrodessulfurizada (contém: 1,2,4-trimetilbenzeno, 1,3,5-trimetilbenzeno, xileno, isômeros mistos)
- 2–4% de dióxido de carbono

Em 2009, a revista Wired publicou um artigo com os resultados de testes de cromatografia gasosa e espectrometria de massa no WD-40, mostrando que os principais componentes eram alcanos C9 a C14 e óleo mineral.